# دمیتری اوستریتسکی
دمیتری اوستریتسکی (استونیایی: Dmitri Ustritski؛ زادهٔ ۸ مهٔ ۱۹۷۵) بازیکن فوتبال اهل استونی بود.
از باشگاه‌هایی که در آن بازی کرده‌است می‌توان به باشگاه فوتبال تالین سادام و باشگاه فوتبال ویلیاندی تولویک اشاره کرد.
وی همچنین در تیم ملی فوتبال استونی بازی کرده‌است.